# Métrophane II de Constantinople
Métrophane II de Constantinople (en grec : Μητροφάνης Β΄) fut patriarche de Constantinople de 1440 à 1443.

## Biographie
Métropolite de Cyzique, il est choisi par l'Empereur Jean VIII pour faire partie de la délégation grecque au Concile de Florence, où il ne jouera qu'un rôle insignifiant[source insuffisante]. Il est en revanche favorable à l'Union décidée par le Concile.
De ce fait, Métrophane est choisi par Jean VIII comme patriarche le 4 ou 5 mai 1440, pour succéder au défunt Joseph II. Du fait de son engagement en faveur de l'Union de Florence, sa nomination est considérée comme un triomphe pour les Unionistes.
Peu après son intronisation le 15 mai 1440, jour de l'Ascension, le peuple et le clergé de Constantinople, guidés par Marc d'Éphèse, refusent de participer à la communion alors que Métrophane II servait une liturgie solennelle dans laquelle il mentionnait le nom du Pape. Marc d'Éphèse s'enfuit de la capitale avec Antoine d'Héraclée et se réfugie à Éphèse. D'autres membres du clergé démissionnent (Théodore Agallianos).
Métrophane II fait face à cette opposition virulente, destitue plusieurs évêques qu'il considère comme « schismatiques » pour les remplacer par des prélats favorables au concile de Florence. En 1443, l'empereur Jean VIII Paléologue organise une dispute théologique entre deux évêques latins et Marc d'Éphèse mais les deux partis s'attribuent la victoire. La même année, les trois  autres patriarches orthodoxes d'Alexandrie, Jérusalem et Antioche, bien que leurs délégués aient souscrit à l'Union des Églises, lancent un anathème contre Métrophane II. S'estimant mal soutenu par l'empereur Jean VIII dans cette nouvelle épreuve, il tombe malade, démissionne et meurt dit-on de chagrin le 1er août 1443. Faute de patriarche effectif jusqu'en 1445, la cause de l'union fut privée de guide.